# الارمانت
الارمانت (به فرانسوی: Allarmont) یک کمون در فرانسه است که در Canton of Raon-l'Étape واقع شده‌است.

## خصوصیات
الارمانت ۱۳٫۲۱ کیلومترمربع مساحت و ۲۶۱ نفر جمعیت دارد و ۳۵۰ متر بالاتر از سطح دریا واقع شده‌است.